# Miguel Castro Carrasco
Miguel Esteban Castro Carrasco (Estepona, Málaga, 1944) es un pintor y político español del Partido Socialista Obrero Español, alcalde de la ciudad Malagueña de Estepona durante dos etapas, Diputado al Parlamento de Andalucía (1982-1986) y Diputado provincial por la Diputación Provincial de Málaga (1991-1995).

## Biografía
Comienza en el ámbito político siendo concejal del Ayuntamiento de Estepona, cargo que ocupa desde 1979 al 23 de mayo de 1984, año en el que es investido alcalde de su ciudad natal, pero el 30 de junio de 1987 renuncia a su acta como alcalde. 
Entre el 15 de junio de 1991 al 17 de junio de 1995 vuelve a la alcaldía, siendo alcalde dos veces.
Es además, elegido diputado del Parlamento de Andalucía desde 1982 a 1986. Durante 15 años es también secretario del PSOE en Estepona. Entre 1991 a 1995 fue diputado provincial de Málaga.